# Patrick Kelly (couturier)
Pour les articles homonymes, voir Patrick Kelly.
Patrick Kelly, né le 24 septembre 1954 à Vicksburg et mort le 1er janvier 1990 à Paris 4e, est un créateur de mode américain qui s'est fait connaître en France. Il est l'un des rares Américain à être admis à la Chambre syndicale du prêt-à-porter des couturiers et des créateurs de mode (actuelle Fédération de la Haute Couture et de la Mode), le prestigieux organe directeur de l'industrie française du prêt-à-porter. Les créations de Patrick Kelly ont été remarquées pour leur exubérance, leur humour et leurs références à la culture pop et au folklore noir.

## Biographie

### Éducation
Patrick Kelly est né le 24 septembre 1954 à Vicksburg dans le Mississippi. Il est élevé par sa mère Letha Mae Kelly et son père Danie S. Kelly, respectivement professeur d'économie domestique et chauffeur de taxi. Il a deux frères et sœurs : Danie Kelly, Jr. et William M. Kelly.
Après la mort de son père en 1969, c'est sa grand-mère qui s'occupe de son éducation. Il s'intéresse à la mode dès le lycée, sa grand-mère lui apprend à dessiner et sa tante à coudre. Après avoir obtenu son diplôme de fin d'études secondaires en 1972, il fréquente brièvement l'université d'État de Jackson, dans le Mississippi, avant de s'installer à Atlanta en Géorgie.

### Carrière
En 1974, à Atlanta, Patrick Kelly subvient à ses besoins en travaillant dans un magasin d'occasion de l'AMVETS, où il a accès à des robes et manteaux de marque donnés qu'il modifie et vend avec ses propres créations. Il a fini par ouvrir son propre magasin dans le quartier de Buckhead. Il a également participé à des défilés de mode à l'Atlanta Hilton avec le mannequin émergeant Iman et a créé une agence de mannequins et une ligne de vêtements sous le nom de Longboy.
En 1979, il entre en contact avec le mannequin noir pionnier Pat Cleveland, qui admire les vêtements qu'il fabrique et l'encourage à s'installer à New York. Après une année terne à New York, il s'installe à Paris en 1980, toujours à la suggestion de Pat Cleveland. À Paris, il connaît un succès plus immédiat et développe rapidement ses robes en jersey fluides aux couleurs vives, ornées de boutons et de nœuds colorés, en clin d'œil au style sophistiqué des femmes du Sud de son enfance.
En 1983, Patrick Kelly rencontre Bjorn Amelan, représentant de photographes. Tous deux deviennent rapidement amants, et Bjorn Amelan joue un rôle de gestionnaire dans l'entreprise naissante de Patrick Kelly.
Patrick Kelly commence à vendre ses créations dans les boutiques Victoire à Paris. Lors d'une interview, l'acheteur de la boutique a déclaré : « Patrick a atterri comme une bombe dans ma boutique en 1985. Il était tellement gai et plein d'énergie, tout comme ses vêtements ». Toujours en 1985, l'édition française du magazine Elle consacre à Patrick Kelly un article de six pages dans son numéro de février. Au cours de cette période, il commence à acquérir des clients célèbres dans le domaine de la couture, tels que Bette Davis, Paloma Picasso, Grace Jones, Madonna, Cicely Tyson et Goldie Hawn. Il participe également à une collaboration notable avec le créateur de bijoux David Spada, dont l'un des produits est l'une des créations les plus célèbres de Patrick Kelly, un ensemble inspiré de Joséphine Baker avec une jupe banane, qui fait aujourd'hui partie de la collection du Philadelphia Museum of Art,.
En 1987, le conglomérat de mode américain Warnaco signe un accord pour la fabrication des vêtements Patrick Kelly. Avec le soutien de Warnaco, les créations de Patrick Kelly sont bientôt disponibles dans les magasins du monde entier. Cette année-là, ses ventes approchent les 7 millions de dollars. Avec le soutien de la créatrice Sonia Rykiel, Patrick Kelly est admis en 1988 à la prestigieuse Chambre syndicale du prêt-à-porter des couturiers et des créateurs de mode. Il est le premier Américain à rejoindre l'organisation[réf. nécessaire], qui est l'association professionnelle de l'industrie française du prêt-à-porter. Grâce à cette affiliation, Patrick Kelly a pu présenter des défilés au musée du Louvre. Décrivant l'un de ces défilés en 1988, le Christian Science Monitor a déclaré : « Les styles allaient du sublime -costumes et robes taillés sur mesure avec des ourlets plus longs, la plupart du temps en flanelle grise sombre, et pantalons de crêpe fluides- au ridicule -chapeaux à casque de moto, poches déformées, décolletés garnis d'énormes gardénias et, bien sûr, une abondance de boutons ».

Patrick Kelly était un collectionneur ardant de souvenirs de la culture noire, avec une affinité pour les objets représentant des stéréotypes raciaux que de nombreuses personnes trouvent difficiles, offensants ou dégradants. Il a utilisé ce matériel de manière ironique dans ses créations, qui présentent des coins de pastèque caricaturaux, des poupées noires, des bananes et des golliwogs, entre autres images. En 2004, Robin Givhan, écrivant dans le Washington Post, a observé qu'un aspect important du travail de Patrick Kelly en tant que couturier était la façon dont il mettait en avant la race et l'héritage dans ses créations, ses choix de modèles et son image publique :
« Toute contribution durable de Patrick Kelly au vocabulaire de la mode est dominée par l'importance singulière de son appartenance ethnique. Kelly était Afro-américain et ce fait a joué un rôle prépondérant dans ses créations, dans la façon dont il les a présentées au public et dans la manière dont il a interpellé son public. Aucun autre créateur de mode connu n'a été aussi inextricablement lié à sa race et à sa culture. Et aucun autre créateur n'a exploité ces deux éléments avec autant de détermination. »

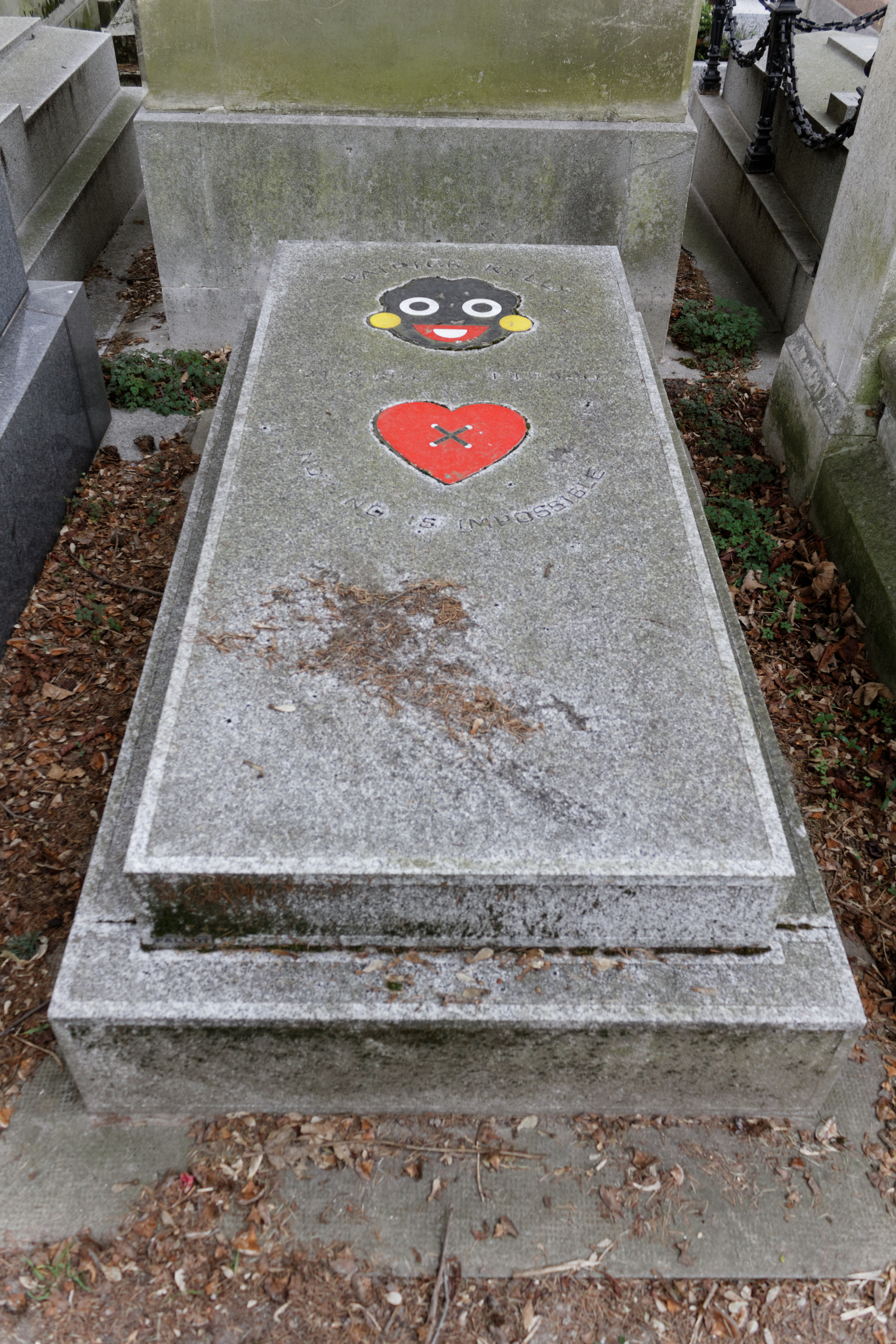
Tombe de Patrick Kelly au cimetière du Père-Lachaise (division 50).

En 1987, Patrick Kelly a déclaré à People Magazine : « Je crée des vêtements pour les femmes grosses, les femmes maigres, toutes sortes de femmes. Mon message est le suivant : vous êtes belle telle que vous êtes ». Lors de son défilé de mars 1987, l'un de ses mannequins était enceinte de huit mois.
En 1989, Patrick Kelly est au sommet de son succès, produisant sa ligne pour Warnaco en plus d'autres contrats, dont un pour Benetton, tout en développant des projets pour des lignes de lingerie, de parfum et de vêtements pour hommes. En août, Kelly tombe malade et ne peut achever les préparatifs de son défilé d'octobre, ce qui entraîne l'annulation de son contrat avec Warnaco. Patrick Kelly est malade du SIDA, mais l'espoir d'une guérison partielle et des considérations commerciales font que la nature de sa maladie reste secrète jusqu'à sa mort. Patrick Kelly meurt le 1er janvier 1990, entouré d'Amelan et de sa mère. Lors du service commémoratif de Kelly, son amie et cliente Gloria Steinem a conclu son discours en disant : « Au lieu de nous diviser avec de l'or et des bijoux, il nous a unifiés avec des boutons et des nœuds ». Patrick Kelly est enterré dans la 50e division du cimetière parisien du Père-Lachaise.

### Héritage
En 2004, le Brooklyn Museum a présenté « Patrick Kelly : A Retrospective », qui présente 60 ensembles Patrick Kelly accompagnés de photographies de mode et de sélections de ses collections de souvenirs noirs, tous empruntés à la succession Patrick Kelly. En 2014, le Philadelphia Museum of Art a monté « Patrick Kelly : Runway of Love », qui célébrait le don promis de 80 ensembles au musée par la succession.
Il existe deux principaux dépôts de vêtements de Patrick Kelly aux États-Unis. Le Philadelphia Museum of Art, la Jackson State University que Patrick Kelly a brièvement fréquentée, conserve une collection d'environ 250 pièces. L'université d'État de Jackson a exposé une partie de ses collections à l'occasion de l'exposition « Patrick Kelly : From Mississippi to New York to Paris and Back » en 2016. Le Schomburg Center de la New York Public Library conserve les carnets de croquis de Patrick Kelly et d'autres documents connexes, ainsi que des vidéos de défilés, des interviews et sa cérémonie commémorative.
En 2021, son œuvre est exposée au musée de Young à San Francisco.